# Wąwolnica (potok)
Wąwolnica – potok, lewy dopływ Przemszy o długości 4,56 km i powierzchni zlewni 10,6 km². Potok przepływa przez Jaworzno.